# Sent Sulpici de Faleirens
Sent Sulpici de Faleirens (en francès Saint-Sulpice-de-Faleyrens) és un municipi francès situat al departament de la Gironda i a la regió de la Nova Aquitània.

## Demografia
| 1962                                       | 1968  | 1975  | 1982  | 1990  | 1999  | 2007  |
| ------------------------------------------ | ----- | ----- | ----- | ----- | ----- | ----- |
| 1.180                                      | 1.219 | 1.304 | 1.625 | 1.613 | 1.583 | 1.508 |
| Des de 1962: població sense dobles comptes |       |       |       |       |       |       |

## Administració
| Període   | Identitat        | Partit |
| --------- | ---------------- | ------ |
| 1989-2008 | Georges Bonnefon |        |
| 2008-     | Yvan Dumonteuil  |        |